# Ачинская стоянка
Ачинская стоянка — позднепалеолитическое поселение человека разумного в Северо-Минусинской котловине на территории Ачинского района Красноярского края. Древнее поселение обнаружено и обследовано Георгием Авраменко в 1960 году.

## Находки
На Ачинской стоянке в 1972 году найден лунно-солнечный календарь возрастом приблизительно 18 тыс. лет. Он представляет собой вырезанный из бивня мамонта миниатюрный жезл, украшенный спиральным узором из змеевидных полос и 1065 различных по очертанию лунок.
Учёные установили, что люди проживали на территории города Ачинска ещё задолго до основания поселения, порядка 30 тыс. лет назад.
На основании близости инвентаря стоянок Буреть, Мальта́ и Ачинской выделяется мальтинско-буретская культура.